# Livio Simonet
Livio Simonet (24 agosto 1998) è uno sciatore alpino svizzero.

## Biografia
Specialista delle prove tecniche fratello di Sandro, a sua volta sciatore alpino, e attivo dal dicembre del 2014, Simonet ha esordito in Coppa Europa il 12 dicembre 2018 a Sankt Moritz in supergigante (55º) e in Coppa del Mondo il 14 novembre 2021 a Lech/Zürs in slalom parallelo, senza completare la prova; il 18 febbraio 2022 ha conquistato a Oppdal in slalom gigante il primo podio in Coppa Europa (2º) e il 12 dicembre dello stesso anno la prima vittoria, a Zinal nella medesima specialità. Ai Mondiali di Courchevel/Méribel 2023, sua prima presenza iridata, si è classificato 5º nella gara a squadre e non si è qualificato per la finale nel parallelo; non ha preso parte a rassegne olimpiche.

## Palmarès

### Coppa del Mondo
- Miglior piazzamento in classifica generale: 102º nel 2024

#### Coppa del Mondo - gare a squadre
- 2 podi:
  - 1 vittoria
  - 1 secondo posto

### Coppa Europa
- Miglior piazzamento in classifica generale: 12º nel 2023
- 5 podi:
  - 2 vittorie
  - 2 secondi posti
  - 1 terzo posto

#### Coppa Europa - vittorie
| Data             | Località | Paese    | Specialità |
| ---------------- | -------- | -------- | ---------- |
| 12 dicembre 2022 | Zinal    | Svizzera | GS         |
| 13 dicembre 2022 | Zinal    | Svizzera | GS         |

Legenda:

GS = slalom gigante

### Campionati svizzeri
- 2 medaglie:
  - 1 oro (slalom gigante nel 2025)
  - 1 bronzo (slalom gigante nel 2021)